# スネークマン・ショー
『スネークマン・ショー』（SNAKEMAN SHOW）は、1981年2月21日にアルファレコードから発売されたスネークマンショーのアルバム。
帯に書かれたコピーから「急いで口で吸え!」とも呼ばれる。

## 概要
プロデュースは桑原茂一と細野晴臣が担当し、1980年にYMOと組んで発表した『増殖』がヒットしたのがきっかけとなり、アルファレコード側から単独でアルバム発売を依頼され制作した。
ゲストはYMOのほか、加藤和彦、ムーンライダースやプラスチックスといった日本のミュージシャンやクラウス・ノミ、ザ・ロカッツなどの海外のミュージシャンが参加している。
このアルバムの続編である『死ぬのは嫌だ、恐い。戦争反対!』が、同年の秋に発売された。

## 収録曲

### A面
1. 盗聴エディ P-1
2. 磁性紀 - 開け心 -: YMO
作詞: 細野晴臣 作曲: 坂本龍一・高橋幸宏 編曲: YMO・大村憲司
  - フジカセットのCMソングとして制作された。資料によっては「開け心〜磁性紀のテーマ〜」とも表記される[2]。
3. 盗聴エディ P-2
4. レモンティー: シーナ&ザ・ロケッツ
作詞: 柴山俊之 作曲・編曲: 鮎川誠
5. はい、菊池です
  - 大麻所持で逮捕されたポール・マッカートニーが取調室で横柄な警官（菊池）にサインを何枚も頼まれるという寸劇。実際に、ポールは前年の1980年1月にウイングスとして来日した際に大麻所持で現行犯逮捕されており、その直後にラジオで放送されたコントがベースとなっている。なお、2013年に行われたポールと湯川れい子との対談の中で、ポールが拘置中に看守の警官にサインを何枚も頼まれ、色紙にサインしたことを明かしており[3]、このコントが結果的に半ば実話であったことが明らかになった。ポールの声は小林克也が、菊池の声は伊武雅刀が担当。
6. 盗聴エディP-3
7. オール・スルー・ザ・ナイト: ザ・ロカッツ
作曲: スマット・スミフ
8. ストップ・ザ・ニュー・ウェイブ: 伊武雅刀とTHE SPOILとお友達
9. ジミー・マック: サンディー
作詞・作曲: ブライアン・ホランド、エディー・ホランド、ラモント・ドジャー

### B面
1. 急いで口で吸え
2. 黄金のクラップヘッズ: ザ・クラップヘッズ
作詞・作曲: ザ・クラップヘッズ
3. シンナーに気をつけろ
4. メケ・メケ: ドクター・ケスラー
作詞: シャルル・アズナブール、丸山明宏 作曲: ジルベール・ベコー 編曲: ドクター・ケスラー
5. 正義と真実
6. コールド・ソング: クラウス・ノミ
7. 咲坂と桃内のごきげんいかがワン・ツゥ・スリー: ユー・アンド・ミー・オルガスムス・オーケストラ
作詞: スネークマンショー 作曲・編曲: 細野晴臣
  - 1980年4月25日に、スネークマンショーのラジオで放送された同名曲に細野が新たに曲をつけたもの。後にシングルカットされた。
  - 2002年に、細野と高橋幸宏のユニットスケッチ・ショウが、アルバム『AUDIO SPONGE』に「GOKIGEN IKAGA 1・2・3」として歌詞を変更したうえでカヴァーした[4]。
8. これなんですか
9. ごきげんいかが アゲイン